# Sollevamento pesi ai Giochi della XXVIII Olimpiade - 56 kg maschile

## Risultati
| Pos | Atleta                 | Nazione       | Strappo (kg) | Slancio (kg) | Totale (kg) |
| --- | ---------------------- | ------------- | ------------ | ------------ | ----------- |
| 1   | Halil Mutlu            | Turchia       | 135.0        | 160.0        | 295.0       |
| 2   | Wu Meijin              | Cina          | 130.0        | 157.5        | 287.5       |
| 3   | Sedat Artuç            | Turchia       | 125.0        | 155.0        | 280.0       |
| 4   | Vitalij Dzerbjanëŭ     | Bielorussia   | 127.5        | 152.5        | 280.0       |
| 5   | Óscar Figueroa         | Colombia      | 125.0        | 155.0        | 280.0       |
| 6   | Adrian Jigău           | Romania       | 120.0        | 155.0        | 275.0       |
| 7   | László Tancsics        | Ungheria      | 122.5        | 150.0        | 272.5       |
| 8   | Jadi Setiadi           | Indonesia     | 117.5        | 145.0        | 262.5       |
| 9   | Nelson Castro          | Colombia      | 117.5        | 145.0        | 262.5       |
| 10  | Mohammed Abdul-Monem   | Iraq          | 120.0        | 135.0        | 255.0       |
| 11  | Ahmed Saad             | Egitto        | 102.5        | 130.0        | 232.5       |
| —   | Mohamed Faizal Baharom | Malaysia      | 110.0        | —            | NF          |
| —   | Nafaa Benami           | Algeria       | 105.0        | —            | NF          |
| —   | Éric Bonnel            | Francia       | —            | —            | NF          |
| —   | Masaharu Yamada        | Giappone      | —            | —            | NF          |
| —   | Yang Chin-yi           | Taipei cinese | —            | —            | NF          |
| —   | Wang Shin-yuan         | Taipei cinese | —            | —            | NF          |